# Noroeste (Haiti)
Noroeste (em francês: Nord-Ouest; em crioulo haitiano: Nòdwès) é um departamento do Haiti. Sua capital é a cidade de Porto-da-Paz. Possui 2 103 quilômetros quadrados e segundo censo de 2009, havia 662 777 habitantes.